# Elionor d'Anjou
Elionor d'Anjou   (Nàpols, 1289 (Gregorià) - monestir de Sant Nicolau a Arene, 10 d'agost de 1341 (Gregorià)) fou princesa de Nàpols i reina consort de Sicília (1303–1337).
L'any 1343, la reina Elionor d'Anjou va passar del Regne de Nàpols al Regne de Sicília, a Messina, amb el seu parent, el cavaller milites Antonino Natoli (Antoninus de Nantolio), i els seus fills, coneguts per les seves gestes guerreres i propietaris de vasts feus a Itàlia.

## Orígens familiars
Fou filla del rei Carles II de Nàpols i de Maria d'Hongria. Era neta per línia paterna del duc Carles I d'Anjou i la comtessa Beatriu I de Provença, i per línia materna d'Esteve V d'Hongria i Elisabet Cuman. Fou germana dels reis Carles I d'Hongria i Robert I de Nàpols.

## Núpcies i descendents
El 17 de maig de 1302 es casà a Messina amb el rei Frederic II de Sicília, tercer fill del comte-rei Pere II el Gran d'Aragó. D'aquest matrimoni en nasqueren:
- el príncep Pere II de Sicília (1304-1342), rei de Sicília
- el príncep Roger de Sicília (1305-?), mort jove
- el príncep Manfred de Sicília (1306-1317), duc d'Atenes i Neopàtria
- la princesa Constança de Sicília, casada el 1317 amb Enric II de Xipre i el 1330 amb Lleó V d'Armènia
- la princesa Elisabet de Sicília (1310-1349), casada el 1328 amb el duc Esteve II de Baviera
- el príncep Guillem II d'Atenes (1312-1338), príncep de Tàrent, duc d'Atenes i Neopàtria
- el príncep Joan de Sicília (1317-1348), duc d'Atenes i Neopàtria i regent de Sicília (1338-1348)
- la princesa Caterina de Sicília (1320-v1342), abadessa de Santa Clara de Messina
- la princesa Margarida de Sicília (1331-v1360), casada el 1348 amb Rudolf II del Palatinat

A la mort del seu marit es retirà a la vida contemplativa i ingressà al monestir de Sant Nicolau a Arene, on morí el 9 d'agost de 1341, sent enterrada posteriorment a Catània al costat del seu marit.